# Сёстры Ишхнели
Нина Александровна, Тамара Александровна, Зинаида Александровна и Мариам (Мария) Александровна Ишхнели — выдающиеся исполнители грузинской песни; известны как сестры Ишхнели (груз. დები იშხნელები). Основательницы жанра квартетного пения грузинского городского романса — в своё время именно из их выступлений весь Советский Союз узнал песню Акакия Церетели «Сулико». В Тбилиси и Кутаиси в честь сестёр названа улица и поставлены памятники.
Одна из сестёр, Тамара Ишхнели (1900—1994) — бабушка известной грузинской певицы Мананы Менабде.